# Balaklava (település)
Balaklava (ukránul és oroszul Балаклáва, krími tatár nyelven Balıqlava) Szevasztopol szövetségi jelentőségű városhoz tartozó település a Krím félsziget délnyugati partján. A település környékén folyt a krími háború során az 1854-es balaklavai csata.